# SMS Amazone (1900)
Корабль его величества «Амазоне» — шестой корабль из десяти легких крейсеров класса «Газелле» построенных для имперского германского флота. В 1899 он был заложен на Germaniawerft в Киле, спущен на воду в октябре 1900, вошёл в состав Гохзеефлотте (Флота открытого моря) в ноябре 1901 г. Был вооружён главной батареей из десяти 105 мм орудий и двумя 45-м торпедными трубами. Мог развивать скорость в 21,5 узлов (39,8 км/ч).
В мирное время служил в разведывательных силах Гохзеефлотте. После начала первой мировой войны в августе 1914 стал кораблём береговой обороны. В 1916 был разоружён и использовался как учебный корабль. В 1917 был преобразован в плавучую казарму. После окончания войны остался в составе Рейхсмарине и в 1920 вернулся к активной службе в составе нового германского флота. После 1931 нёс вспомогательную службу и до 1950-х оставался на службе в качестве плавучей казармы. В 1954 был разделан на металл.

## Описание
«Амазоне» была заложена по контракту «F», корпус был заложен на верфи Germaniawerft в Киле в 1899. Спущена на воду 6 октября 1900 года, после чего начались работы по достройке корабля. 15 ноября 1901 вошла в состав Флота открытого моря. Была 104,8 м длиной, 12,2 м шириной, имела осадку в 5,12 м, водоизмещение в 3082 т при полной боевой загрузке. Двигательная установка состояла из двух трёхцилиндровых машин, предназначенных для развития мощности в 8 тыс. лошадиных сил (6 кВт), корабль развивал скорость в 21,5 узлов (39,8 км/ч). Пар для машины образовывался в девяти угольных водотрубных котлах системы Шульца. Крейсер мог нести 560 тонн угля, что обеспечивало дальность плавания в 3560 морских миль (6590 км) на скорости в 10 узлов (19 км/ч). Экипаж крейсера состоял из 14 офицеров и 243 матросов.
Вооружение крейсера составляли десять 105 мм скорострельных орудий системы SK L/40 на одиночных опорах, Два орудия были размещены рядом на носу, шесть вдоль бортов по три на каждом борту и два бок о бок на корме. Общий боезапас оставлял 1000 выстрелов, по 100 выстрелов на орудие. Орудия имели прицельную дальность в 12 200 м. Также корабль был вооружён двумя 450 мм торпедными аппаратами с пятью торпедами. Аппараты были установлены в корпусе судна по бортам под водой. Корабль был защищён бронированной палубой толщиной от 20 до 25 мм. Толщина стен рубки составляла 80 мм, орудия были защищены тонкими щитами 50 мм толщины.

## Служба
После вхождения в состав Гохзеефлотте «Амазоне» служила в составе разведывательных сил флота. В 1902 он был приписан к дивизии крейсеров 1-й эскадры германского внутреннего флота. Дивизия состояла из броненосного крейсера «Принц Генрих» (флагман), бронепалубных крейсеров «Виктория-Луиза» и «Фрейя» и лёгких крейсеров «Хела» и «Ниобе» и участвовала в летних манёврах флота в августе-сентябре 1902. В 1905 корабли класса «Газелле» «Ариадне» и «Медуза» заменили «Хелу» и «Ниобе». «Амазоне» продолжала оставаться в роли разведчика до начала первой мировой войны в августе 1914, после её роль сократилась до корабля береговой обороны.
8 мая 1915 во время патрулирования у мыса Аркона «Амазоне» была атакована британской подлодкой Е1. Подлодка выпустила торпеду с дистанции 1100 м но промахнулась. 9 сентября другая британская подлодка Е18 также безуспешно атаковала «Амазоне» в ходе битвы за Рижский залив.
В 1916 «Амазоне» была разоружена и использовалась как базовое учебное судно для военно-морских кадетов. На следующий год она была преобразована в плавучую казарму и простояла в Киле до конца войны. Согласно Версальскому договору Германии было разрешено оставить шесть лёгких крейсеров. «Амазоне» вошла в состав новоорганизованного Рейхсмарине. В 1921-23 крейсер прошёл модернизацию на верфи Рейхсмарине в Вильгельмсхафене, её нос был переделан по типу клипера. Были установлены десять 105 мм орудий системы SK L/45 на опорах по типу подводного флота и два 500 мм торпедных аппарата на палубных пускателях.
Амазоне прослужила в составе Рейхсмарине с 1923 по 1930. В 1926 командование кораблём принял корветтенкапитан Альфред Заальвахтер, будущий адмирал во время второй мировой войны. 31 марта 1931 «Амазоне» была вычеркнута из списков флота. Позднее корабль использовался в качестве плавучей казармы для комиссии по приёмке подводных лодок в Киле и затем как судно обеспечения группы подлодок управления по проверке строительства кораблей. «Аамазоне» пережила вторую мировую войну и после 1945 служила плавучей казармой в Бремене. В 1954 старый крейсер был разделан на металл в Гамбурге.